# Srećko Juričić
Srećko Juričić (Volosko, 30. prosinca 1954.), bivši hrvatski nogometaš. Igrao je "libera". Danas je športski direktor HNK Rijeke. Po struci je kemijski tehničar.

## Životopis
Veći dio igračke karijere napravio je u Rijeci. Zvali su ga Schnellingerom zbog boje kose i uloge zadnjeg obrambenog igrača koju je igrao još u pionirskim kategorijama. Budući da je naglo narastao, trener Mrvoš ga je poslao u vezni red. Budući da je bio vrlo kreativan, trener Marcel Žigante uvrstio ga je u prvu momčad. Odigrao je u Rijeci u drugoligaškim i prvoligaškim sezonama, bio je dio zlatne generacije Rijeke koja je u sezonama 1977./78. i 1978./79., osvojila Kup Jugoslavije i kandidirala za osvajanje samog naslova prvaka, igrao u Kupu pobjednika kupova. Nije bio od igrača Rijeke kojem je publika klicala, ali je uživao poštovanje. Igrač je s najviše nastupa za Rijeku. Nastupio je 684 puta. Bio je kapetan momčadi u utakmicama protiv Juventusa 1980. i Reala iz Madrida 1984. godine.
U inozemstvo je otišao nešto kasnije, jer nije htio otići odmah po stjecanju prava igranja u inozemstvu po svaku cijenu. Ponudama nije bio zadovoljan i nije se htio odvajati od obitelji. Supruga nije namjeravala ostaviti posao, a kći je bila premala da bi igranjem u inozemstvu bio daleko od nje. Pored toga tih godina igrače iz ondašnje Jugoslavije nisu toliko tada tražili, osobito one iz malih klubova.
Zaigrao je za belgijski KFC Winterslag nekoliko godina prije nego što se taj klub fuzionirao s Waterscheijem 1988. godine čime je nastao Genk. 1986. je završio igračku karijeru.
Nikad nije zaigrao za A reprezentaciju, premda je uživao iskreno poštovanje izbornika mlade reprezentacije Jugoslavije Ćeleta Vilovića.
U zrelim igračkim danima, sebe nije u budućnosti vidio kao trenera, nego na nekoj športskoj dužnosti u klubu, kako je rekao u intervjuu. Desetak godina poslije demantirao je samog sebe. U trenerskoj karijeri vodio je Rijeku, dubajski Al-Ahli, Riffu, Al-Ittihad iz Kalbe, Al-Sharjah, Al-Arabi iz Dohe, Qatar iz Dohe i dubajski Al-Wasl. Vodio je nekoliko reprezentacija: bahrainsku, omansku, Ujedinjenih Arapskih Emirata i jemensku. Jemensku je epizodu završio prijevremenim raskidom prosinca 2010. godine zbog niza loših rezultata na Kupu nacija Perzijskog zaljeva 2010. godine kojem je Jemen bio domaćin.
Ožujka 2012. postavljen je za športskog direktora svog matičnog kluba HNK Rijeke.

## Vanjske poveznice
- http://www.zerodic.com/autor/fudbal_1945-1992/igraci/igraci_j.htm  Arhivirana inačica izvorne stranice od 5. ožujka 2009. (Wayback Machine) (poveznica neaktivna)
- http://www.weltfussball.de/spieler_profil/srecko-juricic/ (njemački)